# Marco Mama
Pas d'image ? Cliquez ici

a Compétitions nationales et continentales officielles uniquement.

b Matchs officiels uniquement.
Dernière mise à jour le 5 avril 2025.
Marco Mama, né le 27 mars 1991 à Kaduna (Nigéria), est un joueur zimbabwéen de rugby à XV évoluant au poste de troisième ligne.

## Biographie

### Carrière en club
Marco Mama commence sa carrière professionnelle lors de la saison 2010-2011 de 2e division anglaise avec les Bristol Bears.
Il rejoint les Worcester Warriors en août 2015 sous la forme d'un prêt avant de s'engager définitivement avec le club en janvier 2016. À la fin de la saison 2015-2016, il retourne brièvement à Bristol pour les aider à remporter le match de promotion vers la Premiership.
En avril 2019, il est victime d'une grosse blessure à la jambe droite face à Gloucester rugby lui faisant manquer la fin de saison, puis il se blesse à nouveau en novembre 2019 face aux Exeter Chiefs, lui faisant manquer deux mois de compétitions.
Il annonce qu'il met un terme à sa carrière de joueur en août 2021

### Carrière en équipe nationale
Marco Mama participe au Trophée mondial des moins de 20 ans en 2010 et en 2011 avec l'équipe du Zimbabwe des moins de 20 ans. Il possède 8 sélections avec l'équipe réparties sur les deux compétitions.
En automne 2014, il fait partie de la sélection des joueurs de 2e division anglaise  pour affronter en test match l'équipe du Canada. La sélection s'impose 28 à 23.

## Palmarès
- Vainqueur du RFU Championship en 2016 avec les Bristol Bears.
- Finaliste du RFU Championship en 2014 et 2015 avec les Bristol Bears.